# Pauna
Cet article concerne une ville de Colombie. Pour la langue parlée en Bolivie, voir Paunaka.
Pauna est une municipalité située dans le département de Boyacá, en Colombie.